# Paisley Underground
Il Paisley Underground  è una scena musicale di rock alternativo sviluppatasi nella città statunitense di Los Angeles, nella prima metà degli anni ottanta, caratterizzata dal recupero e dalla rielaborazione del sound psichedelico classico con un piglio più asciutto e sintetico mutuato dal punk rock.

## Origine
Nato inizialmente tra i gruppi della scena underground di Los Angeles, votati alla riscoperta della psichedelia e con un debito particolare verso le melodie e le chitarre jingle jangle dei Byrds, oppure verso il rock and roll malato dei Velvet Underground, più in generale, i veri antecedenti del Paisley, andrebbero forse cercati tra le band di Nuggets, serie di cofanetti della Rhino Records dedicati alla psichedelia e all'acid rock degli anni sessanta: Quicksilver Messenger Service, Country Joe and the Fish, 13th Floor Elevators, Electric Prunes.
Il termine, coniato dal bassista e cantante Mike Quercio dei Three O'Clock, nel corso di una intervista radiofonica, fa riferimento a un motivo decorativo di origine persiana e indiana (il Paisley), molto in voga durante il periodo della Summer of Love e spesso identificato con lo stile psichedelico e con l'interesse per la cultura indiana.
Massimi esponenti e formazione simbolo della scena sono i The Dream Syndicate. Nati nel 1981, per opera del cantante e chitarrista Steve Wynn e attivi fino al 1989, il gruppo era caratterizzato da un sound fortemente incentrato sulle chitarre elettriche (esempio eloquente è senz'altro l'album The Days of Wine and Roses, esordio del 1982) per un rock che mescolava l'irruenza, la tradizione e l'urgenza chitarristica di Neil Young, con i sapori psichedelici di certi lavori dei Velvet Underground.
Altre band significative del genere: Green on Red, Naked Prey, Three O'Clock, Long Ryders, Thin White Rope, ma anche i primi lavori di Bangles e Giant Sand e infine Rain Parade, dalla cui separazione nasceranno Opal e poi Mazzy Star.
Elemento significativo del combo losangelino era anche una significativa condivisione dei progetti e la spiccata propensione degli artisti a collaborazioni incrociate. Un forte senso comunitario che trova testimonianza in un disco, l'antologia Rainy Day, pubblicata nel 1984 dall'etichetta inglese Rough Trade, in cui i componenti di molte band interpretano brani di gruppi come Beach Boys, Velvet Underground, Jimi Hendrix, Big Star.
Verso la fine del decennio, il movimento perse molta della sua spinta propulsiva originaria e venne sempre meno accostato come riferimento a band ed artisti. Tuttavia, negli anni novanta, l'esperienza del Paisley Underground può essere nuovamente rintracciata in band quali Mercury Rev, Screaming Trees, Pearl Jam, Codeine, Red House Painters, Red Red Meat, Walkabouts, Wilco o Grandaddy che, spesso, ne hanno riconosciuto la diretta influenza.

## Elenco dei gruppi (parziale)
- The Dream Syndicate
- Rain Parade
- The Three O'Clock
- The Bangles
- Green on Red
- The Long Ryders
- Thin White Rope
- Mazzy Star
- True West
- Danny & Dusty
- Bevis Frond
- Plan 9
- Game Theory
- Steve Wynn
- Opal
- The Droogs